# Кумертау (городской округ)
Кумертау (башк. Күмертау) — муниципальное образование со статусом городского округа в Башкортостане России. В рамках административно-территориального устройства ему соответствует город республиканского значения Кумертау.
Административный центр — город Кумертау.

## История
Муниципальное образование городской округ город Кумертау было образовано в ходе реализации муниципальной реформы 1 января 2006 года.
Распоряжением Правительства РФ от 29 июля 2014 года № 1398-р «Об утверждении перечня моногородов» муниципальное образование включено в категорию «Монопрофильные муниципальные образования Российской Федерации (моногорода) с наиболее сложным социально-экономическим положением».

## Население
| \| 1959[10] \| 1968[11] \| 1970[10] \| 1979[10] \| 1989[10] \| 2002[10] \| 2008[12] \| 2009[13] \| 2010[14] \| \| -------- \| -------- \| -------- \| -------- \| -------- \| -------- \| -------- \| -------- \| -------- \| \| 35 866 \| ↗45 800 \| ↗48 108 \| ↗55 627 \| ↗68 143 \| ↗69 792 \| ↘67 158 \| ↘66 880 \| ↗67 078 \| \| 2012[15] \| 2013[16] \| 2014[17] \| 2015[18] \| 2016[19] \| 2017[20] \| 2018[21] \| 2019[22] \| 2021[4] \| \| ↘66 558 \| ↘66 543 \| ↘66 159 \| ↘65 879 \| ↘65 280 \| ↘64 763 \| ↘64 055 \| ↘63 608 \| ↘61 933 \| 10 000 20 000 30 000 40 000 50 000 60 000 70 000 1970 2009 2015 2021 |         |         |         |         |         |         |         |         |
| 1959 | 1968    | 1970    | 1979    | 1989    | 2002    | 2008    | 2009    | 2010    |
| 35 866 | ↗45 800 | ↗48 108 | ↗55 627 | ↗68 143 | ↗69 792 | ↘67 158 | ↘66 880 | ↗67 078 |
| 2012 | 2013    | 2014    | 2015    | 2016    | 2017    | 2018    | 2019    | 2021    |
| ↘66 558 | ↘66 543 | ↘66 159 | ↘65 879 | ↘65 280 | ↘64 763 | ↘64 055 | ↘63 608 | ↘61 933 |

Согласно прогнозу Минэкономразвития России, численность населения будет составлять:
- 2024 — 63,2 тыс. чел.
- 2035 — 58,89 тыс. чел.

### Национальный состав
По итогам переписи населения 2020 года проживали следующие национальности (национальности менее 0,1 % и другое см. в сноске к строке «Другие»):
| Национальность | Численность, чел. | Доля     |
| -------------- | ----------------- | -------- |
| Русские        | 39 066            | 63,08 %  |
| Башкиры        | 12 745            | 20,58 %  |
| Татары         | 6035              | 9,74 %   |
| Чуваши         | 1491              | 2,41 %   |
| Украинцы       | 387               | 0,62 %   |
| Армяне         | 209               | 0,34 %   |
| Казахи         | 168               | 0,27 %   |
| Мордва         | 126               | 0,20 %   |
| Узбеки         | 112               | 0,18 %   |
| Другие         | 1594              | 2,58 %   |
| Итого          | 61 933            | 100,00 % |

### Языковой состав
Согласно Всероссийской переписи населения 2010 года родными языками населения являлись: русский — 66,9 %, башкирский — 15,3 %, татарский — 9,3 %, чувашский — 2,3 %, не указавшие родной язык — 4,8 %.
Согласно Всероссийской переписи населения 2020 года родными языками населения являлись: русский — 68,4 %, башкирский — 19 %, татарский — 7,6 %, чувашский — 1,6 %, не указавшие родной язык — 2,4 % .

## Населённые пункты
В состав городского округа (города республиканского значения) входят 5 населённых пунктов:
| № | Населённый пункт | Тип населённого пункта | Население | АТЕ                  |
| - | ---------------- | ---------------------- | --------- | -------------------- |
| 1 | Алексеевка       | деревня                | 336       | Подгорный сельсовет  |
| 2 | Ира              | село                   | 559       | Подгорный сельсовет  |
| 3 | Кумертау         | город                  | ↘56 748   |                      |
| 4 | Маячный          | село                   | ↘3075     | Маячинский сельсовет |
| 5 | Старая Уралка    | деревня                | 257       | Подгорный сельсовет  |

В рамках административно-территориального устройства, городу Кумертау подчинены 2 сельсовета, включающих 4 населённых пункта.

## Местное самоуправление
Председатель совета городского округа
- Олег Анатольевич Астахов[32].

Глава администрации городского округа
- Олег Юрьевич Фролов[33].

## Экономика
Муниципальное образование является одним из промышленных центров Башкортостана.
В границах Кумертау в 2016 году образована территория опережающего социально-экономического развития «Кумертау», на которой действует особый правовой режим предпринимательской деятельности.